# Neveneffecten
Neveneffecten est un quatuor belge de cabaret, actif entre 2002 et 2011.

## Histoire
Leur première apparition à la télévision (dans Man bijt hond) consistait pour les cousins Jonas Geirnaert et Lieven Scheire à tabasser un gros ours en peluche déguisé en lapins géants, et est mal accueillie par le public. Ce sketch polémique incite Koen De Poorter à contacter le duo, et il devient rapidement membre de Neveneffecten.
En 2003, ils remportent le prix du jury au Groninger Studenten Cabaret Festival et, un an plus tard, ils adoptent Jelle De Beule comme quatrième membre. Il était jusqu'alors leur technicien de scène, prétendument très incompétent. En 2004, Neveneffecten part en tournée en Flandre et aux Pays-Bas avec leur premier show Zinloos Geweldig. Cependant, l'objectif initial était d'écrire des sketches pour la télévision. En 2005, ils réalisent une première série de sketches pour Canvas. Un an plus tard, en 2006, ils collaborent avec l'humoriste Bart De Pauw dans Willy's en Marjetten on één, qui était leur premier prime time. En 2007, ils écrivent cinq autres épisodes pour la deuxième saison de Neveneffecten.
En 2011, leur émission de télévision Basta suscite une vive polémique. Dans le premier épisode, ils trompent la presse flamande pendant un an avec un faux centre de recherche Data Driven,. Dans le deuxième épisode, les Neveneffecten montrent à quel point les chaînes sont frauduleuses. Moins de 24 heures après l'épisode, les chaînes de télévision flamandes cessent de diffuser les épisodes en raison de la grande polémique créée par les Neveneffecten. 

## Émissions
- Rechtstreeks en Integraal (15 min) - 2002
- Coherentie voor Beginners (30 min) - 2003
- Zinloos Geweldig (90 min) - 2004, terminée en 2007